# Pity
Pity (Grieks: Oίκτος, Oíktos) is een Grieks-Poolse film uit 2018, geregisseerd door Babis Makridis.

## Verhaal
Een man is bedroefd omdat zijn vrouw in coma ligt en de dokters geen verbetering voorspellen. Hoe meer medelijden dat hij krijgt, hoe beter hij zich voelt en hij doet er alles aan om dit gevoel te behouden.

## Rolverdeling
| Acteur               | Personage  |
| -------------------- | ---------- |
| Yannis Drakopoulos   | Advocaat   |
| Evi Saoulidou        | Zijn vrouw |
| Nota Tserniafski     |            |
| Makis Papadimitriou  |            |
| Georgina Chryskioti  |            |
| Evdoxia Androulidaki |            |

## Release
Pitty ging op 19 januari 2018 in première op het Sundance Film Festival in de World Cinema Dramatic Competition.